# 曼丁巴
14°21′11″S 35°39′04″E / 14.353°S 35.651°E

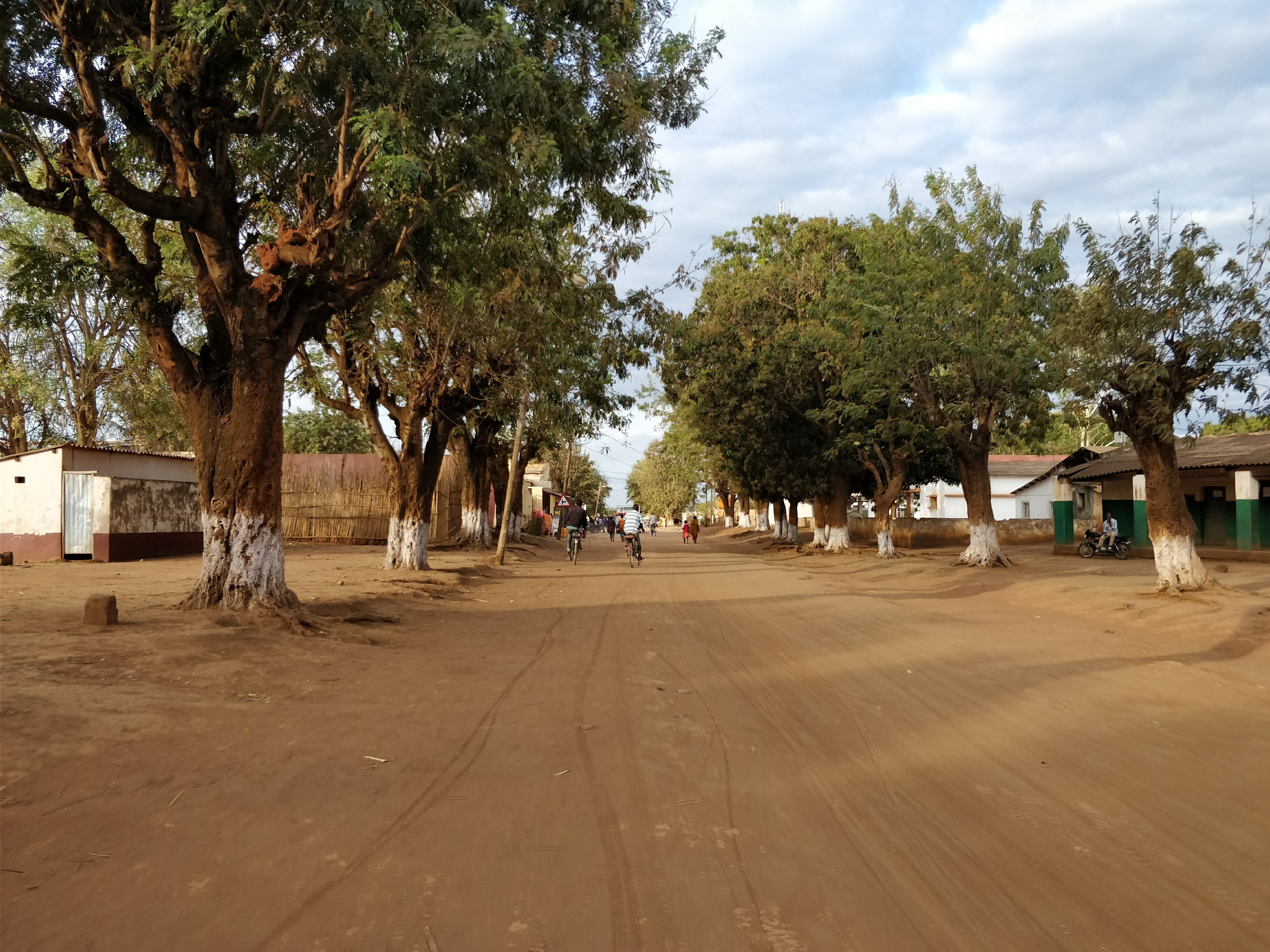
曼丁巴

曼丁巴（葡萄牙語：Mandimba），是莫桑比克的城鎮，位於該國西北部，由尼亞薩省負責管轄，是曼丁巴區的首府，距離利欣加144公里，主要經濟活動是自給農業，2007年人口16,323。